# Joharifönster
Joharifönster är en psykologisk modell för att karakterisera olika sätt att kommunicera. Modellen utvecklades på 1950-talet vid University of California av psykologerna Joseph Luft och Harrington ”Harry” Ingham. Namnet Johari är en sammansättning av upphovsmännens förnamn. 
Modellen beskriver hur öppenheten i mellanmänsklig kommunikation ökar när vi både är tydliga och lyhörda mot varandra och minskar när vi inte är det. Att ge varandra feedback är en viktig process i allt samarbete. Genom att kunna ta emot feedback, vara lyhörd, får jag reda på hur andra uppfattar mig och mitt agerande. Genom att kunna vara tydlig och exponera mig själv, ger jag andra möjlighet att få kunskap om mig. 
Joharifönster är en fyrfältstabell, som ett fönster. 
Det öppna fältet, även kallat Arenan, bildas av det jag vet om mig själv och vad andra vet om mig. Att fältet blir större innebär att öppenheten ökar. Detta sker när min exponering, min tydlighet mot andra ökar samtidigt som min lyhördhet för andra ökar och jag tar emot feedback.
Det blinda fältet bildas av vad jag inte vet om mig själv men vad andra vet om mig
Fasaden bildas av vad jag vet om mig själv men vad andra inte vet. Om en person döljer mycket om sig själv för andra blir fasaden stor.
Det okända fältet består av vad jag inte vet om mig själv och vad andra inte vet om mig. 
Enligt teorin har personer med ett stort öppet fält bäst förutsättningar för växelverkan med andra. Personen har då ett öppet sätt som underlättar att ta emot och ge ut information. Följden blir att omgivningen har mindre benägenhet att missförstå eller lägga in felaktiga tolkningar av uttalanden och beteenden. 
Öppenheten och därmed kommunikationen mellan människor optimeras då både lyhördhet och tydlighet är stora och dessutom att de är lika stora. Då blir det öppna fönstret maximerat. 
Självklart är det är inte alltid önskvärt att använda ett stort öppet fält. Vid tillfälliga och ytliga kontakter till exempel är det inte särskilt meningsfullt.

## Kommunikationsstilar
Den ruta i fönstret som är störst anger kommunikationsstil. 
Den öppna har ett stort öppet fält. En sådan person visar tydligt sina åsikter och sin personlighet och är samtidigt en god lyssnare och kan ta till sig andras uppfattningar.
Tyckaren har ett stort blint fält. Denne deklarerar gärna sina åsikter och känslor men är inte så benägen att lyssna på och ta hänsyn till andras känslor och uppfattningar.
Frågaren har ett stort fasadfält. Den som har en stor fasad frågar gärna om andras åsikter, är nyfiken, men vill inte gärna deklarera en egen bestämd uppfattning.
Musslan har ett stort okänt fält. Ett stort okänt fält och ett litet öppet fält visar en person som inte vet så mycket om hur andra uppfattar honom och som andra inte heller vet så mycket om.

## Användning
Joharifönster används för ökad självinsikt och för att optimera samarbete och effektivitet i grupper och organisationer genom att öka öppenheten i samspelet med andra. Detta sker när jag ökar min tydlighet mot andra samtidigt som jag är en god lyssnare och är lyhörd inför andra. Genom att öka min tydlighet mot andra flyttas den horisontella spröjsen i fönstret nedåt och min fasad minskar. Genom att öka min lyhördhet inför andra flyttas den vertikala spröjsen åt höger och mitt blinda fält minskar. När både min fasad och mitt blinda fält minskar ökar mitt öppna fält.
Joharifönster har i Sverige använts, sedan länge[när?], bland annat i Försvarets ledarskapskurser, UGL, (Utveckling Grupp Ledare). 
För att bestämma storleken på de fyra fälten i joharifönstret för en person så har vanligtvis subjektiva bedömningar använts, egna och andras, till exempel genom att man anger hur pass bra olika adjektiv stämmer in på personen. 
Ett annat sätt är det som används i Fönsterspelet, ett spel baserat på joharifönstret, avsett för team- och grupputveckling. Där får man ett kvantitativt resultat och den vinner som får störst öppet fönster. Det får den som gör flest korrekta gissningar om sina medspelare. Gissningarna gäller vad spelarna svarar på frågor inom olika frågeområden. OpenWindows är en Internetbaserad vidareutveckling av Fönsterspelet med utvecklade analyser av gruppens och deltagarnas fönster.